# 佛羅倫集團
佛羅倫貨箱控股有限公司（除牌時1199.HK）是中遠太平洋旗下公司，1987年成立，主要銷售及租賃貨櫃集裝箱。
當時是在1994年12月上市，後來被中國遠洋的中遠集團收購後，由中遠太平洋取代上市。

## 外部連結
- 佛羅倫集團 （页面存档备份，存于）